# Itamaraju
Itamaraju é um município brasileiro no interior e extremo sul do estado da Bahia, Região Nordeste do país. Ocupa uma área de cerca de 2 360 km², sendo que 11,8 km² estão em perímetro urbano. Sua população foi estimada em 62 065 habitantes em 2024 pelo IBGE.
Emancipou-se em 5 de outubro de 1961, desmembrado do município de Prado.

## História
Ao cair da tarde do dia 22 de abril de 1500, a frota portuguesa de Pedro Álvares Cabral ao ancorar na Paria da Barra do Cahy, no atual município de Prado, avistou o Monte Pascoal, hoje no limite do Parque Nacional do Monte Pascoal de Porto Seguro e avistou também as serras baixas descritas na carta de Pero Vaz de Caminha, que são os pães de açúcar do Monte Pescoço de Itamaraju. O município de Itamaraju é um pedaço destas terras que no passado pertenceu a Prado, que através da Lei Estadual nº 1.509 de 5 de outubro de 1961, foi obtida a emancipação político-administrativa do antigo distrito do Escondido, passando a chamar-se “Itamaraju”. A emancipação político-administrativa foi idealizada por José Gomes de Almeida e Antônio Fontes Mascarenhas, tendo sido o primeiro prefeito, o potiguar Bonifácio José Dantas, o "Chapéu de Couro".

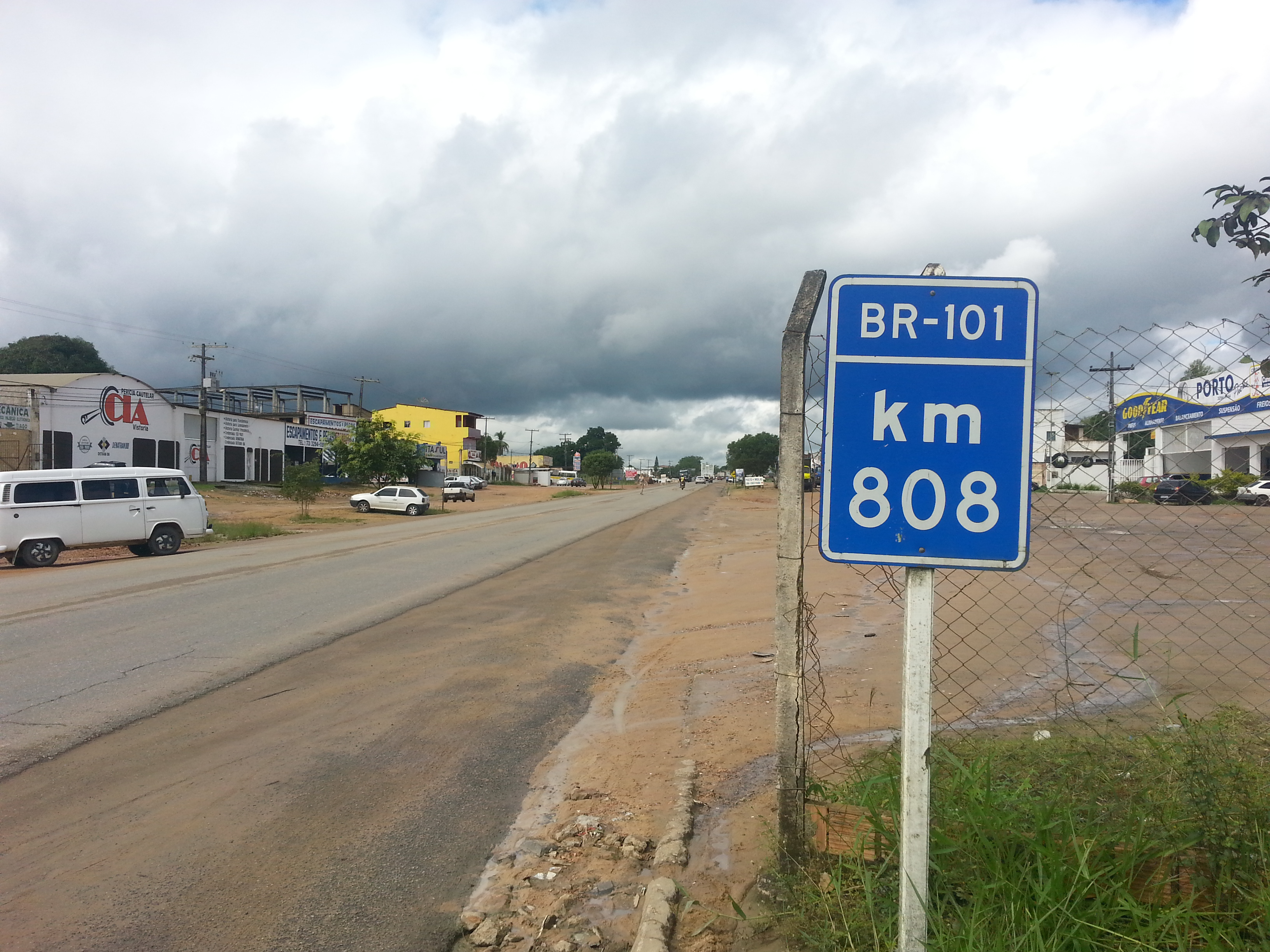
BR-101 na cidade

Em 1860, a região, habitada pelos índios pataxós, passou a atrair diversos exploradores para a atividade de extração de madeira, facilitada pelo acesso pelo Rio Jucuruçu, navegável por mais de cinquenta quilômetros em linha reta se medidos por terra, paralelamente ao curso do rio, para pequenas embarcações.
Por volta de 1895, a atual cidade de Itamaraju nascia de um povoado denominado Dois Irmãos, em louvor aos Santos Padroeiros Cosme e Damião. Durante a Guerra do Paraguai, ali se esconderam alguns desertores, levando a localidade a receber o topônimo de Escondido. Tinha uma pequena rua, tortuosa (atual 5 de outubro) com menos de 150 casas, inclusive barracos, na sua maioria construídos de taipas, cobertas com telhas de tabica, palha, de tijolos e telhas de barro.
Embora fizesse parte do município de Prado, existia uma sociedade particular que o administrava e cobrava aforamento aos seus habitantes. Fazia parte dessa sociedade Virgulino Pereira, Cândido Nascimento, José Guilherme da Rosa, Nestor Camão e outros, quase todos falecidos.
A vila de Escondido que se tornaria Itamaraju mais tarde, se impulsionou com a febre do comércio de jacarandá, alto preço do cacau, onde surgiram novas fazendas, não só de cacau, tendo Arthur Fontes Mascarenhas como o maior incentivador, como também as fazendas de pecuária e muitos emigrantes, destacando-se a família Barros (Demétrio, Ruy e Ailton) e outros, que muito contribuíram para o desenvolvimento e aspecto urbano da vila.
O então prefeito José Gomes de Almeida foi a alavanca propulsora desse desenvolvimento, construindo o campo de pouso para pequenos aviões (atual Praça 2 de julho), abertura de estradas para os povoados do Farol (Pirajá), Futuca (Pirají), Arraial do Almeida (São Paulinho), além dos melhoramentos na estrada Guarany-Rio Chay e Prado-Itamaraju, com os desvios das ladeiras da Atividade para o Tururim e do Ribeirão para mais acima, assim como limpeza periódica do Rio Jucuruçu e a construção de um mercado na atual Rua 5 de Outubro.
Essa série de progresso, trouxe ainda na administração do prefeito José Almeida a ideia da emancipação do Escondido, surgindo, portanto, o município de Itamaraju.

## Geografia

### Clima

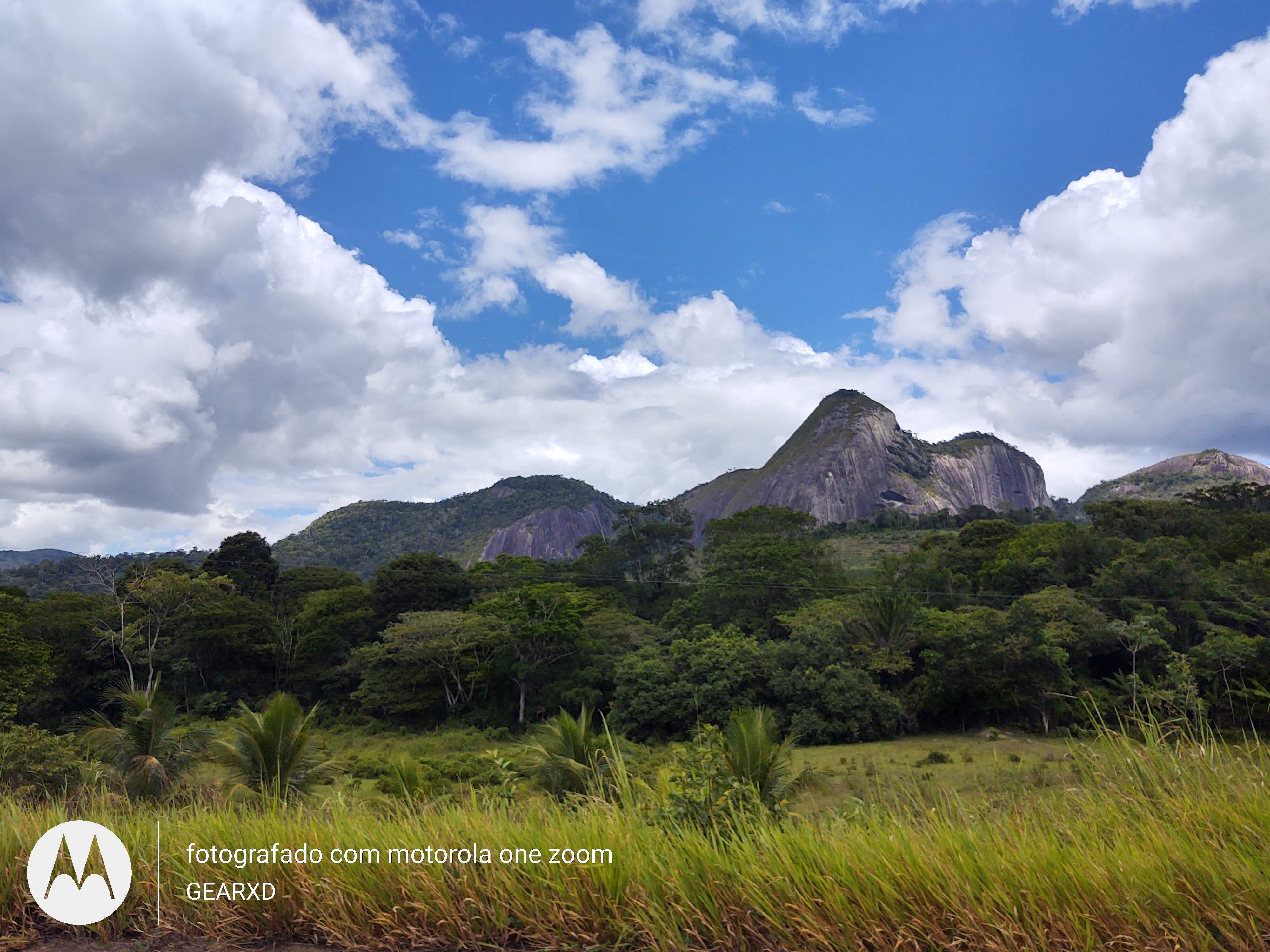
Formações rochosas no município

Dados do Departamento de Ciências Atmosféricas, da Universidade Federal de Campina Grande, mostram que Itamaraju apresenta um clima com média pluviométrica anual de 1.159,7 mm e temperatura média anual de 23,7 °C.
Segundo dados do Instituto Nacional de Meteorologia (INMET) coletados na estação meteorológica automática da cidade, instalada em 1º de junho de 2016, a menor temperatura registrada foi de 12,3 °C nos dias 9 de agosto de 2017 e 26 de julho de 2019, e a maior atingiu 38,9 °C em 24 de novembro de 2023. O menor índice de umidade relativa do ar foi de 29% nos dias 8 e 11 de dezembro de 2023. O maior acumulado de precipitação em 24 horas, por sua vez, foi de 124,4 milímetros (mm) em 23 de dezembro de 2022.
| Dados climatológicos para Itamaraju           | Dados climatológicos para Itamaraju | Dados climatológicos para Itamaraju | Dados climatológicos para Itamaraju | Dados climatológicos para Itamaraju | Dados climatológicos para Itamaraju | Dados climatológicos para Itamaraju | Dados climatológicos para Itamaraju | Dados climatológicos para Itamaraju | Dados climatológicos para Itamaraju | Dados climatológicos para Itamaraju | Dados climatológicos para Itamaraju | Dados climatológicos para Itamaraju | Dados climatológicos para Itamaraju |
| Mês                                           | Jan                                 | Fev                                 | Mar                                 | Abr                                 | Mai                                 | Jun                                 | Jul                                 | Ago                                 | Set                                 | Out                                 | Nov                                 | Dez                                 | Ano                                 |
| --------------------------------------------- | ----------------------------------- | ----------------------------------- | ----------------------------------- | ----------------------------------- | ----------------------------------- | ----------------------------------- | ----------------------------------- | ----------------------------------- | ----------------------------------- | ----------------------------------- | ----------------------------------- | ----------------------------------- | ----------------------------------- |
| Temperatura máxima média (°C)                 | 30,0                                | 30,5                                | 30,1                                | 28,7                                | 27,5                                | 26,3                                | 25,5                                | 26,0                                | 27,0                                | 28,0                                | 28,6                                | 29,3                                | 28,1                                |
| Temperatura média (°C)                        | 25,5                                | 25,9                                | 25,8                                | 24,5                                | 22,9                                | 21,9                                | 21,2                                | 21,5                                | 22,6                                | 23,8                                | 24,3                                | 25,0                                | 23,7                                |
| Temperatura mínima média (°C)                 | 21,2                                | 21,3                                | 21,3                                | 20,5                                | 19,1                                | 17,6                                | 16,9                                | 17,0                                | 18,3                                | 19,6                                | 20,5                                | 21,1                                | 19,5                                |
| Precipitação (mm)                             | 100,5                               | 77,7                                | 105,2                               | 85,8                                | 80,0                                | 67,7                                | 88,3                                | 54,9                                | 85,9                                | 124,5                               | 140,8                               | 107,2                               | 1 159,7                             |
| Fonte: Departamento de Ciências Atmosféricas. |                                     |                                     |                                     |                                     |                                     |                                     |                                     |                                     |                                     |                                     |                                     |                                     |                                     |

## Turismo
Seu principal ponto turístico é o Monte do Pescoço, que é exposto até na bandeira do município. Itamaraju possui a missão histórica de ser a cidade guardiã do "Monte Pascoal", primeira porção continental brasileira avistado por Pedro Álvares Cabral. Itamaraju faz partes das famosas "Serras Baixas" descritas na Carta de Pero Vaz de Caminha em 1500, por ocasião do descobrimento do Brasil. Era aqui o campo de caça dos índios encontrados por Cabral. 

## O mais antigo pau-brasil conhecido atualmente
Em 2020, foi encontrado aquele que é considerado o mais antigo pau-brasil atualmente, cujo tronco tem 7,13 metro de diâmetro e idade aproximada de 500 anos. O espécime supera em 2,83 metros a espessura do pau-brasil até então tido como o mais antigo, cujo tronco tem circuferência de 4,3 metros. A descoberta foi registrada pelo botânico Ricardo Cardim, contatado pelo agricultor Manuel de Jesus, que a encontrou em sua propriedade, em Itamaraju.